# Lucchetto dell'amore

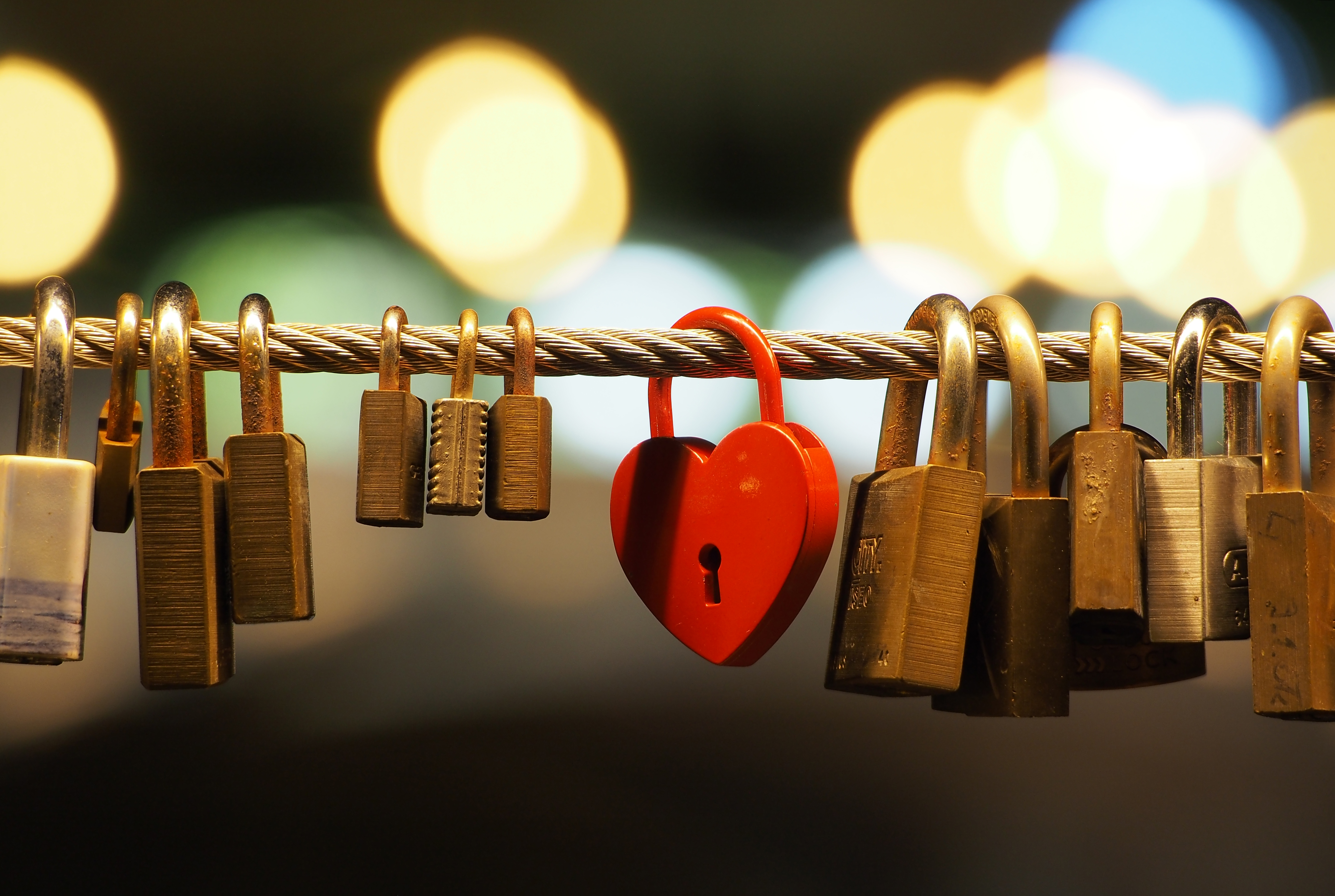
Lucchetti dell'amore di notte sul Ponte dei Macellai a Lubiana

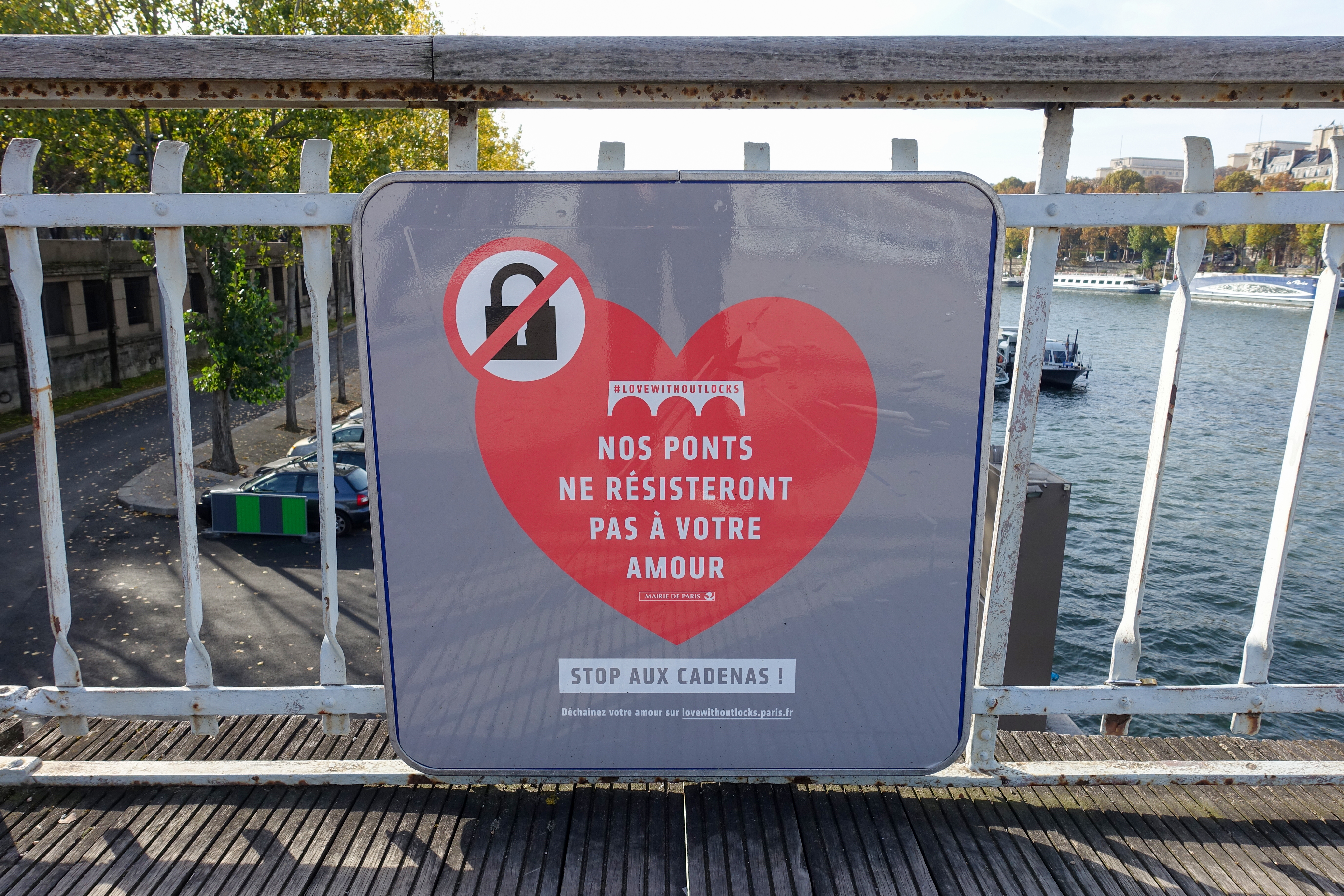
Campagna "Amore senza serrature", Passerelle Debilly, Parigi

Un lucchetto dell'amore è un lucchetto che le coppie chiudono su un ponte, recinto, cancello, monumento o edificio pubblico simile, per simboleggiare il loro amore. Normalmente reca incisi i nomi o le iniziali degli innamorati, talvolta la data dell'inizio della loro relazione, e la sua chiave viene gettata via (spesso in un fiume vicino) per simboleggiare l'amore indissolubile.
Dagli anni 2000, i lucchetti dell'amore sono proliferati in un numero crescente di località in tutto il mondo. Ora sono per lo più trattati dalle autorità municipali come rifiuti o atti di vandalismo e la loro rimozione ha dei costi notevoli. Tuttavia, ci sono autorità che li consentono e che li usano come progetti di raccolta fondi o attrazioni turistiche.

## Storia

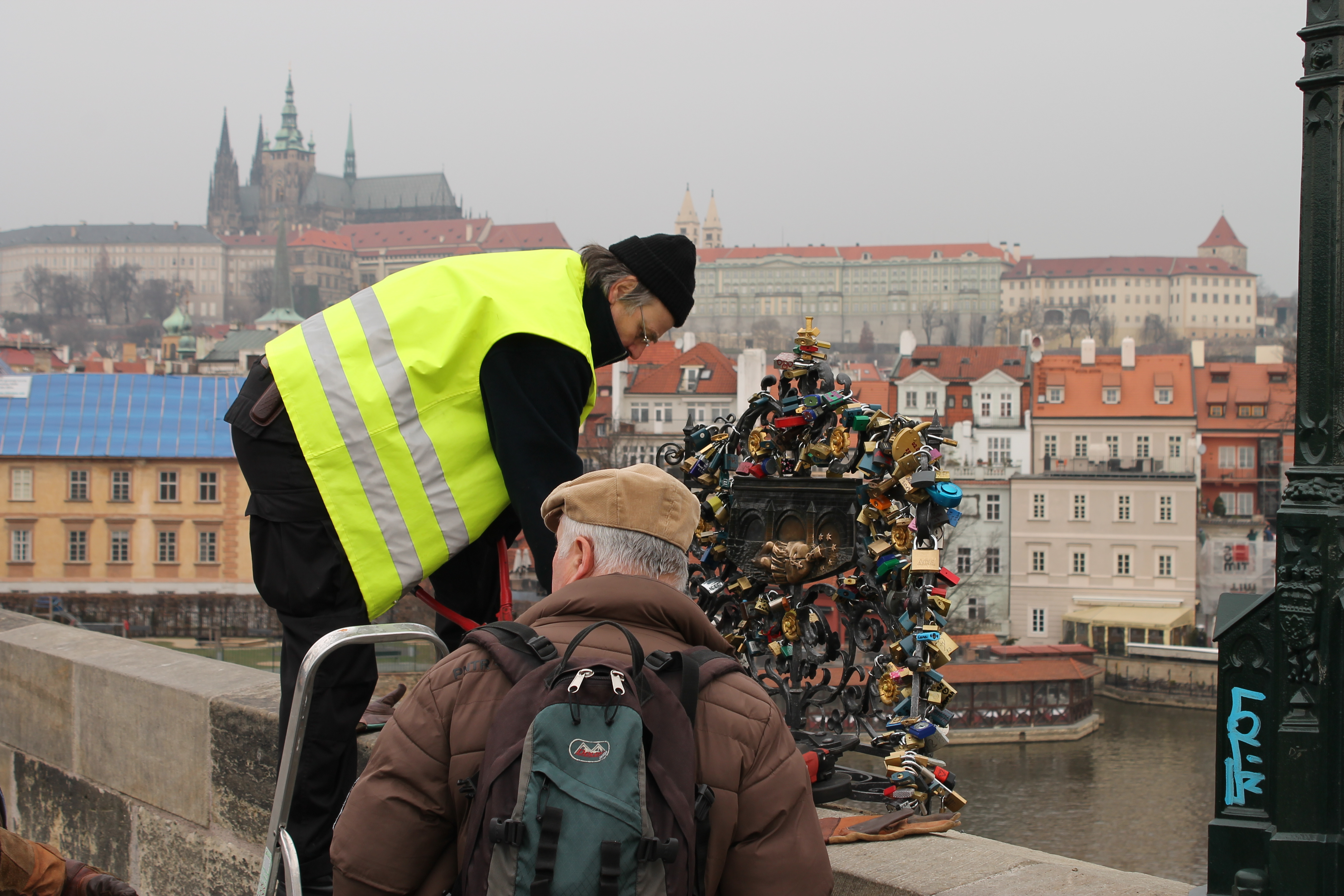
Rimozione dei lucchetti dell'amore al Ponte Carlo a Praga

La storia dei lucchetti dell'amore risale almeno a 100 anni addietro, a una storia serba della prima guerra mondiale, con un'attribuzione per il ponte Most Ljubavi (letteralmente Ponte dell'Amore) nella città termale di Vrnjačka Banja. Una maestra locale di nome Nada si innamorò di un ufficiale serbo di nome Relja. Dopo essersi giurati amore l'uno l'altra, Relja andò in guerra in Grecia, dove si innamorò di una donna locale di Corfù. Di conseguenza, Relja e Nada ruppero il loro fidanzamento. Nada non si riprese mai da quel colpo devastante, e dopo qualche tempo morì a causa del crepacuore per il suo sfortunato amore. 
Poiché le giovani donne di Vrnjačka Banja volevano proteggere i propri amori, iniziarono a scrivere i loro nomi, con i nomi dei loro cari, sui lucchetti e ad attaccarli alle ringhiere del ponte dove Nada e Relja si incontravano.
Nel resto d'Europa, i lucchetti dell'amore iniziarono ad apparire nei primi anni 2000 come rituali. I motivi di tali apparizioni variano da un luogo all'altro e in molti casi non sono chiari. A Roma il rito di apporre lucchetti sul ponte Ponte Milvio può essere attribuito al libro del 2006 Ho voglia di te di Federico Moccia, dal quale è stato tratto un film nel 2007.

## Luoghi notevoli e controversie

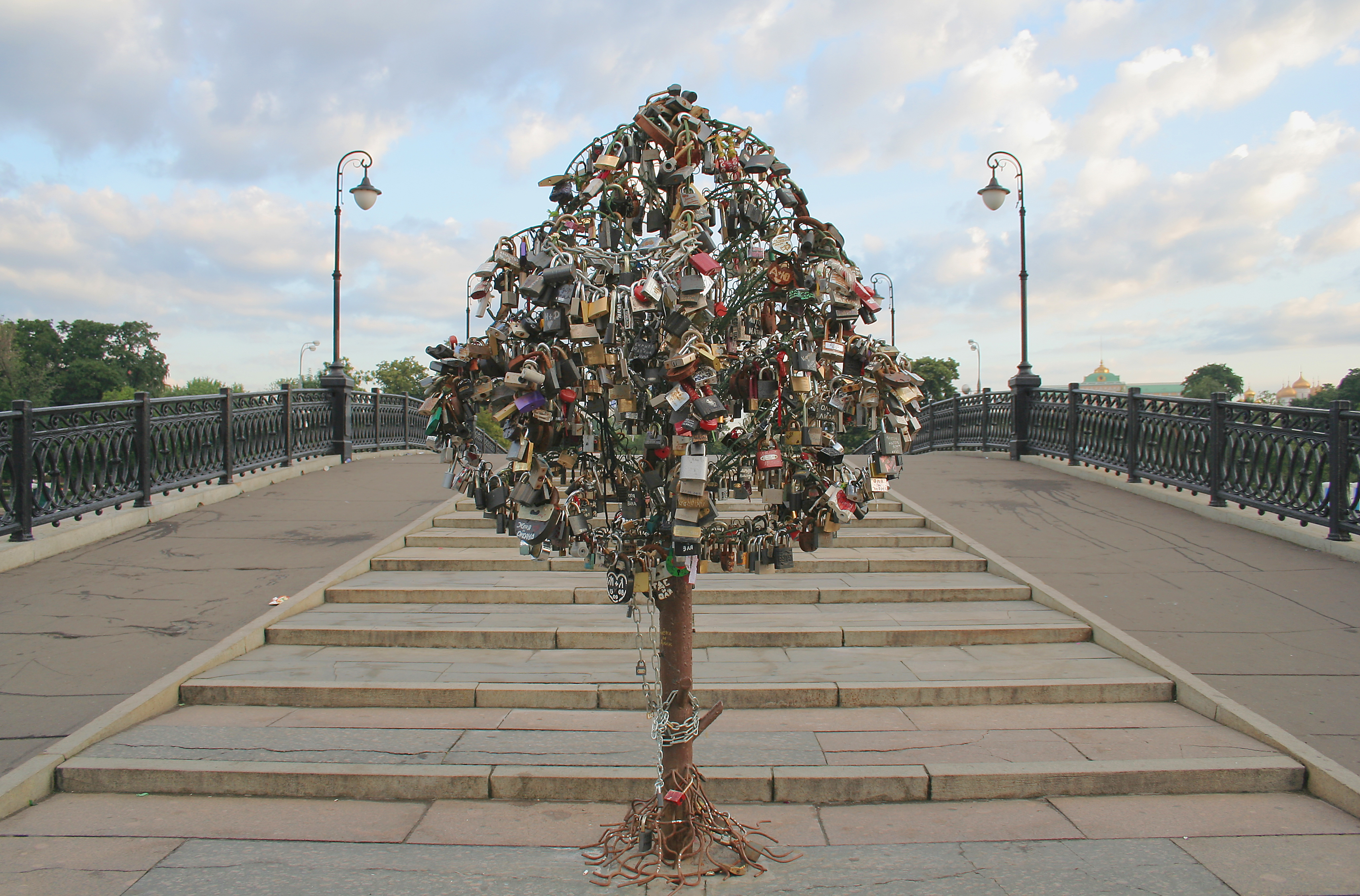
Uno dei tanti alberi di ferro appositamente costruiti su un ponte sul Canale Vodootvodnyj, a Mosca, completamente ricoperto di lucchetti dell'amore.

In molte città, l'apposizione del lucchetto dell'amore è stato classificato come atto di vandalismo. In diversi paesi, le autorità locali e i proprietari di vari punti di riferimento hanno espresso preoccupazione varie per questi lucchetti:

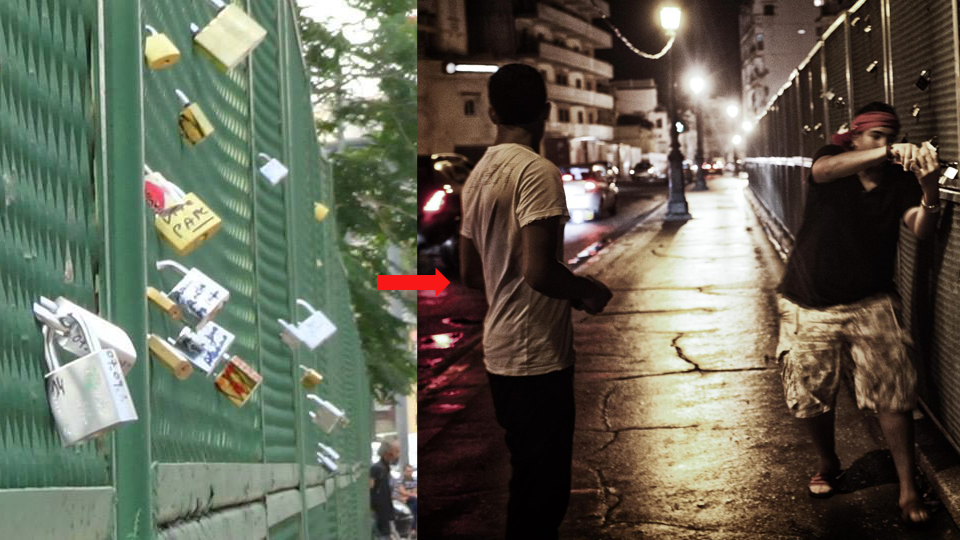
I lucchetti dell'amore ad Algeri sono stati rimossi dai giovani

- Ad Algeri i lucchetti dell'amore sono stati aggiunti, nel settembre 2013, a un ponte precedentemente noto come "ponte dei suicidi" nel quartiere di Telemly. Alcuni giovani portarono gli strumenti per rimuoverli, di notte, qualche giorno dopo,[10][11] a seguito di un video girato da un imam che diceva che i lucchetti dell'amore erano proibiti dall'Islam.
- A Winnipeg, in Canada, nel 2015 una donna in bicicletta su un ponte venne gravemente ferita da un lucchetto dell'amore che le si impigliò sull'avambraccio, richiedendole di ricorrere al pronto soccorso con la necessità di eseguire 21 punti di sutura.[12]

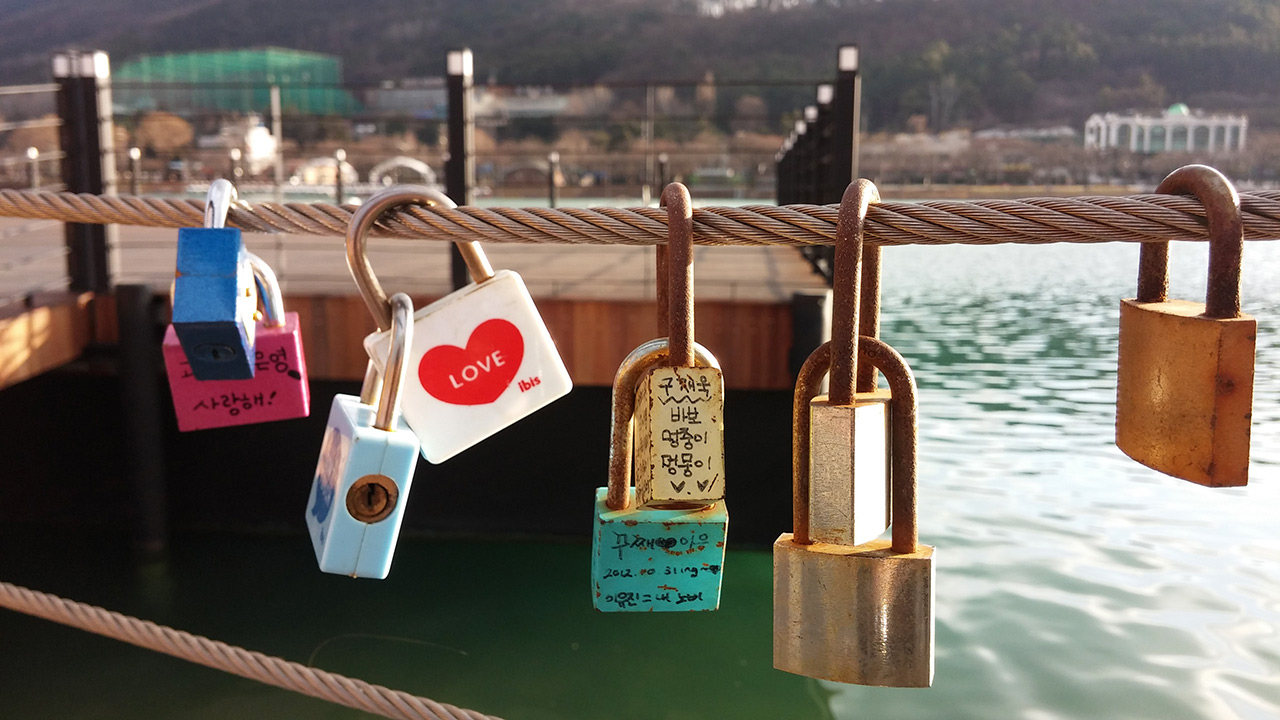
I lucchetti dell'amore nel lago Suseong, Daegu, Corea del Sud

- Le autorità di Canberra, in Australia, nel febbraio 2015 decisero di rimuovere i lucchetti dell'amore da un ponte che stava diventando un luogo popolare per questo uso e da altri luoghi della città. Le giustificazioni fornite per la decisione furono la possibilità di future minacce alla sicurezza pubblica derivanti da eventuali sovraccarichi del ponte con una massa di lucchetti e interferenze strutturali derivanti dalla corrosione. Un ponte di Parigi venne citato dalle autorità come esempio di ponte sovraccarico, probabile riferimento al Pont des Arts.[13]
- Il 20 maggio 2015, le autorità comunali di Melbourne, sempre in Australia, iniziarono a rimuovere i lucchetti dell'amore dalla passerella di Southgate a causa di problemi di sicurezza. È stato riferito che circa 22 000 lucchetti erano stati fissati alle ringhiere, causando l'abbassamento dei cavi.[14]
- A Toowoomba, in Australia, i lucchetti dell'amore apparvero a Picnic Point, un'attrazione turistica dichiarata patrimonio dell'umanità con un parco e un belvedere in cima alla Grande Catena Divisoria.[15]
- Sull'isola di Vancouver, in Canada, i lucchetti dell'amore che appaiono lungo il Wild Pacific Trail a Ucluelet, hanno causato polemiche poiché alcuni li considerano una distrazione dalla contemplazione della natura.
- I lucchetti dell'amore sono stati rimossi dal ponte ad arco di Humber Bay a Toronto, a causa di preoccupazioni estetiche e strutturali.[16]

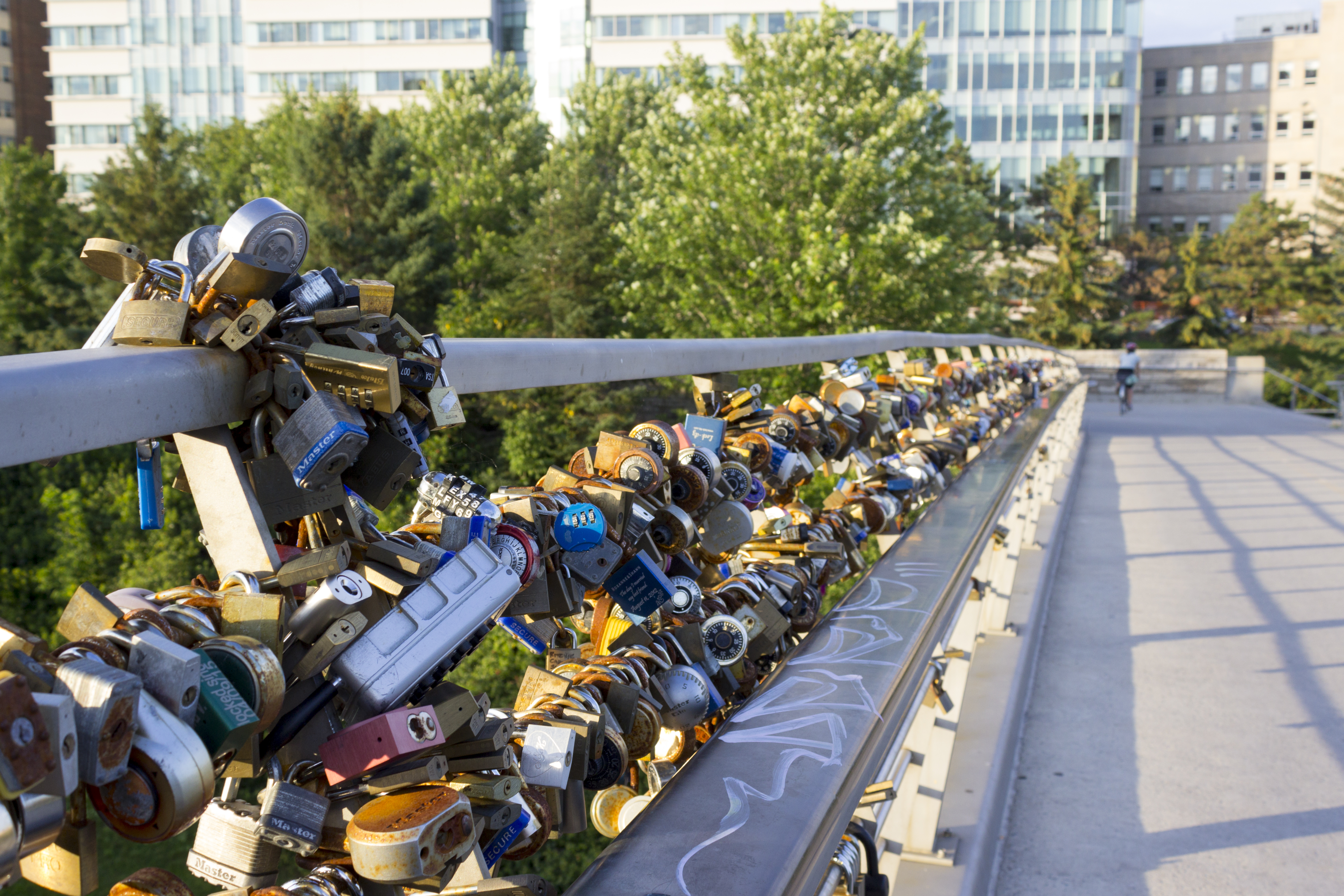
Lucchetti dell'amore attaccati alla ringhiera del ponte pedonale di Corktown

- Negli Stati Uniti, a Norfolk, in Virginia, dal 2015 al 2017, i cittadini hanno rimosso molti lucchetti da un ponte pedonale panoramico sull'insenatura dell'Aia a Gand, un quartiere storico di Norfolk.[17] Una loro delegazione si recò al Norfolk Circuit Court e costrinse il Norfolk City Council a rimuovere i rimanenti lucchetti e a cessare di incoraggiare tali inserimenti. La corte sottolineò che la legge della Virginia considera tali oggetti come ostacoli illegali al diritto di passaggio e che gli utenti in Virginia hanno il diritto legale di rimuovere tali ostacoli.[18]
- A De Pere, nel Wisconsin, al Voyageur Park, i lucchetti vengono attaccati a un punto di osservazione chiamato Sunset Point.
- A Canfield, in Ohio il BIG LOCK venne installato nel 2014 come progetto artistico comunitario presso il Canfield Fairgrounds. I visitatori sono incoraggiati ad aggiungere un lucchetto personalizzato al gallo d'acciaio in gabbia di 12' x 12'. La Canfield Fair è una delle più grandi fiere di contea del paese e il gallo è il suo simbolo ufficiale. Il nome BIG LOCK è un gioco di parole, con riferimento al Big Rock, che è anche un simbolo molto referenziato della Fiera.[19]
- A New York City un gruppo di appassionati di locksport si organizzò per rimuovere i lucchetti dal ponte di Brooklyn nel 2013.[20]
- A Las Vegas, un modello in scala 1/2 della Torre Eiffel situato al Paris Hotel sulla famosa Strip ha ispirato i visitatori a posizionare i lucchetti degli innamorati sulla passerella che porta agli ascensori in cima alla torre. Ai visitatori viene detto di non gettare la chiave dalla torre e i lucchetti venduti nella hall vengono aperti e forniti a pagamento senza chiave per impedire questa pratica.
- Le persone sono effettivamente incoraggiate a lasciare i loro lucchetti su catene infilate tra i pali a Lover's Lock Plaza a Lovelock, in Nevada.[21] Il nome della città è estraneo ai lucchetti dell'amore, derivando da una famiglia che si stabilì in zona nel 1860. La città non adottò la pratica fino a molto tempo dopo.
- La città di San Angelo, Texas, ha eretto una scultura chiamata "Forever Love" ed ispirata ad altri "lucchetti dell'amore" come (precedentemente) il ponte di Parigi.[22][23]
- A Discovery Bay, una piccola cittadina nel nord della California, nel 2011 fu creato un ponte degli innamorati dagli sposini Carolyn e Anthony George. La coppia si era sposata l'11-11-11 e, dopo aver visto il film Now You See Me, ebbe l'idea di creare un luogo in cui gli innamorati fossero "uniti", mettendo un lucchetto sul ponte e lanciando le chiavi nei corsi d'acqua del delta della California che circondano Discovery Bay.[24]

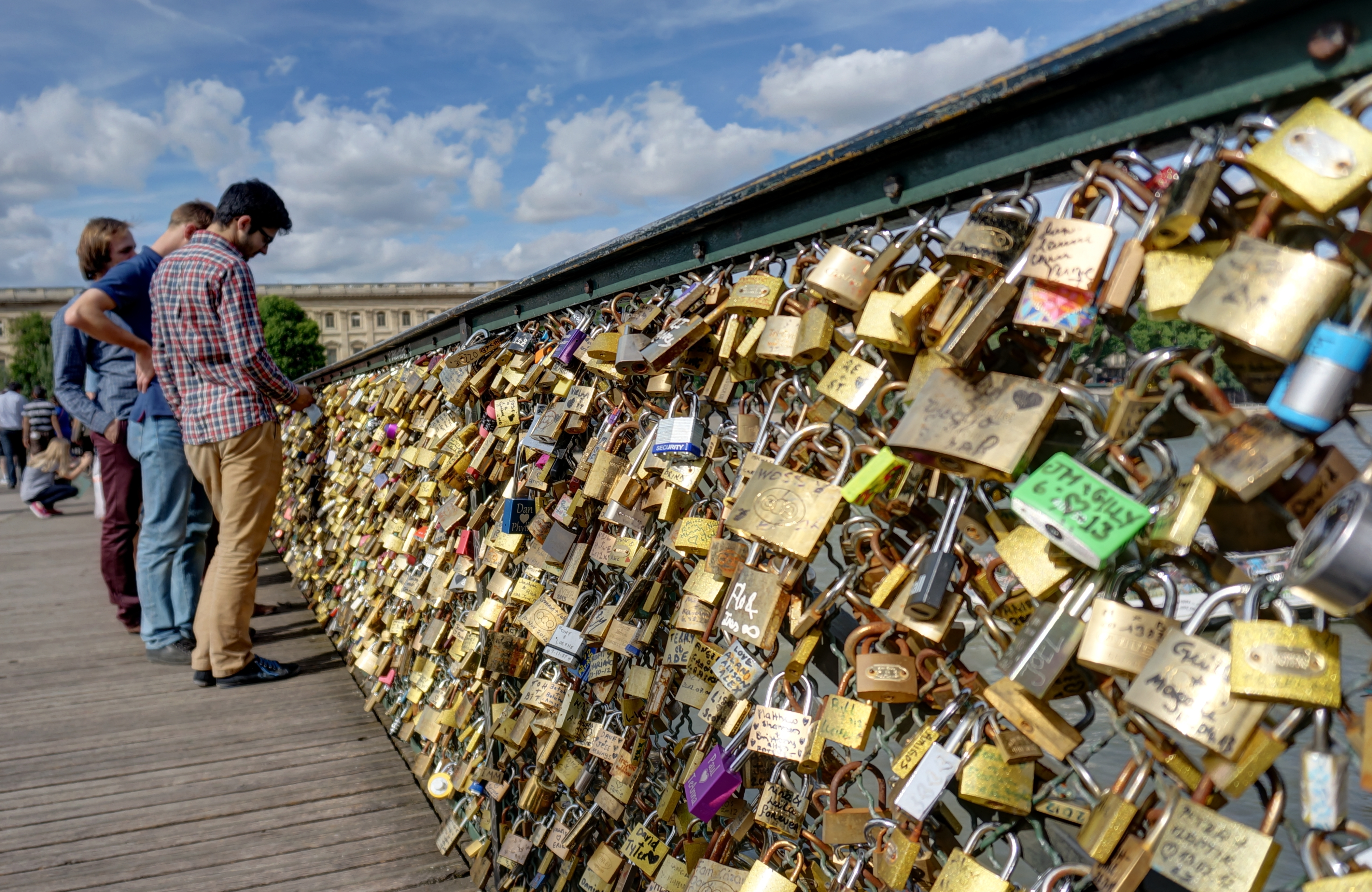
Lucchetti dell'amore sul Pont des Arts, Parigi

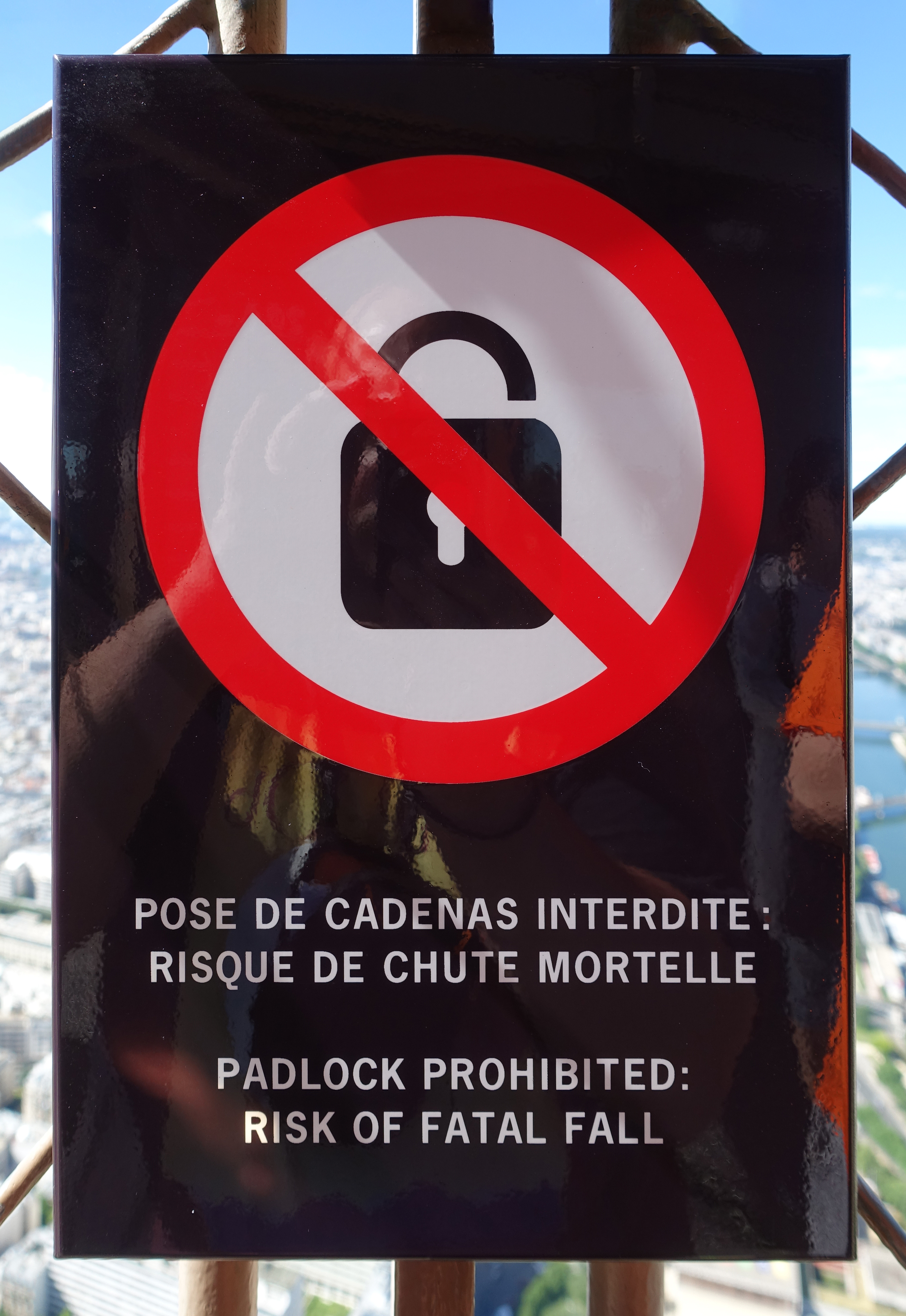
Segno di divieto del lucchetto dell'amore alla Torre Eiffel per evitare un pericolo fatale

- In Francia, nel maggio 2010, la città di Parigi espresse preoccupazione per il crescente numero di lucchetti dell'amore presenti sul Pont des Arts, sulla passerelle Léopold-Sédar-Senghor e sul pont de l'Archevêché, affermando: "Essi sollevano problemi per la conservazione del nostro patrimonio architettonico”. I lucchetti dell'amore del Pont des Arts scomparvero nella notte dell'11 maggio 2010; furono rimossi da uno studente della vicina École des beaux-arts per fare una scultura.[25] I lucchetti dell'amore iniziarono immediatamente ad apparire sul Pont de l'Archevêché[5] e da allora si diffusero in almeno 11 ponti sulla Senna, nelle passerelle del Canal Saint-Martin e nei parchi e nei monumenti di tutta la città. Molti turisti credono erroneamente che questa sia una tradizione parigina di vecchia data, non sapendo che la pratica giunse a Parigi solo alla fine del 2008, dopo aver coinvolto diverse città in Italia e in Asia. Nel gennaio 2014 due statunitensi che vivevano a Parigi lanciarono la campagna No Love Locksù[26], nel tentativo di salvare i ponti e i monumenti storici della città dall'enorme numero di lucchetti. L'attenzione dei media internazionali suscitata dalla campagna fu accreditata con le azioni iniziate nell'estate e nell'autunno del 2014, quando la città iniziò a cercare alternative ai lucchetti dell'amore e chiese al pubblico di smettere di posizionarli sui ponti e sui monumenti parigini. Il 9 maggio 2014, il crollo di parte del parapetto del Pont Des Arts fu imputato al peso dei lucchetti.[27] Nel settembre dello stesso anno la città cominciò un esperimento, sul Pont des Arts, sostituendo tre pannelli con uno speciale tipo di vetro che impedisce il fissaggio dei lucchetti.[28] Il 1º giugno 2015 i lucchetti furono smontati a causa del crollo del ponte.[29] Esiste un sito web chiamato Passion Locks, un omaggio al Pont des Arts, dove gli utenti possono inviare ad altri un lucchetto dell'amore virtuale.[30]
- A Bamberga, in Germania, dopo aver invitato il pubblico ad attaccare i lucchetti dell'amore sul Kettenbrücke, nel 2011, i funzionari minacciarono di rimuoverli durante lo stesso anno a causa della ruggine. Dopo l'indignazione pubblica e diverse riunioni del comune, i lucchetti rimasero al loro posto. A Berlino, l'applicazione di un lucchetto a un ponte è considerato reato e può comportare multe fino a 35 euro. I ponti storici sono particolarmente colpiti, poiché disturbano l'impressione visiva e possono persino causare una corrosione elettrolitica dell'ottone nobile delle serrature contro i ponti di ferro, portando a danni da ruggine. Sono stati notati danni da ruggine a Lubecca sul ponte Obertrave. Inoltre, i comuni considerano un problema il danneggiamento dovuto alla rimozione dei lucchetti.[31] La Deutsche Bahn, l'operatore del ponte, minacciò di far rimuovere i lucchetti dal ponte di Hohenzollern a Colonia, ma alla fine cedette di fronte all'opposizione pubblica.[32] I lucchetti dell'amore sono ora posti sul ponte e i visitatori vi vengono indirizzati sul sito turistico della città.[33] Ad Amburgo questo rituale era diffuso anche tra ponti e fari.[34]
- A Firenze, il consiglio comunale rimosse 5.500 lucchetti dell'amore apposti sul Ponte Vecchio. Secondo il consiglio comunale i lucchetti rappresentano un problema estetico oltre che graffiare e ammaccare il metallo del ponte.[35]
- Venezia è tra le città in cui è severamente vietato apporre lucchetti sui ponti. Ciò viene applicato con particolare fermezza per il Ponte di Rialto, portando a violente polemiche nel settembre 2011.[36] I lucchetti furono rimossi e l'aggiunta di nuovi può comportare una multa fino a 3.000 euro.[37]
- A Dublino, in Irlanda, i lucchetti sul ponte Ha'penny sul fiume Liffey vennero fatti rimuovere dal consiglio comunale all'inizio del 2012. Avrebbero potuto danneggiare la struttura protetta, ha affermato il Consiglio. "Sembra che questo sia iniziato solo negli ultimi mesi e stiamo chiedendo alle persone di non farlo", ha detto un portavoce del consiglio comunale di Dublino. Alcuni lucchetti vennero rimossi anche dal Millennium Bridge, vicino all'Ha'penny Bridge nel centro della città, affermò il Consiglio. I lucchetti furono criticati per essere un pugno nell'occhio sulle strutture pubbliche. Possono anche causare ulteriori danni quando devono essere rimossi, a detta del Consiglio. Il portavoce confermò che il Consiglio continuerà a rimuoverli da tutti i ponti su cui appaiono nel centro della città.[38]
- In Scozia, il consiglio comunale di Edimburgo ha lanciato la campagna "Mark your Spot" sul Forth Road Bridge. 4 serie di pannelli sul ponte stesso sono stati dedicati ai lucchetti dell'amore, con la gente del posto e i turisti che compravano e attaccavano i loro lucchetti. Questa è stata un'iniziativa di beneficenza che ha raccolto £ 10.300 per il Queensferry RNLI, un servizio di scialuppa di salvataggio locale.[39] Sempre in Scozia, si possono trovare anche al Courtship Maze a Gretna Green. Le coppie sono invitate ad apporre lucchetti sul ponte.
- Per celebrare il loro incontro in Giappone, Jonathan Montagu e Nathalie Daoust hanno incaricato l'artista Clare Grotefeld di progettare e creare un gigantesco albero di lucchetti bonsai per il loro matrimonio il 4 ottobre 2014. L'albero si trova a Beaulieu Palace House, nel Regno Unito, dove le coppie sono invitate ad aiutare l'albero a fiorire aggiungendo i propri lucchetti.
- Un delicato ponte dei traghetti in ghisa, vecchio di 125 anni, a Burton-on-Trent venne ristrutturato tra il 2015 e il 2016 con spese considerevoli. In pochi giorni fu apposto un lucchetto che venne rapidamente rimosso, poiché tali oggetti sono antiestetici, un pericolo, aggiungono un carico alla struttura e non sono consentiti ai sensi del regolamento di polizia. Tutto ciò che viene apposto viene rimosso immediatamente.
- A Tampere, in Finlandia, nel 2012, due artisti rimossero centinaia di lucchetti dell'amore dal ponte di Patosilta che si affaccia sulle rapide di Tammerkoski. Trasformarono i lucchetti in un'opera d'arte, un cubo di 150 chilogrammi, chiamato One Love. La rimozione causò una grande polemica.[40]

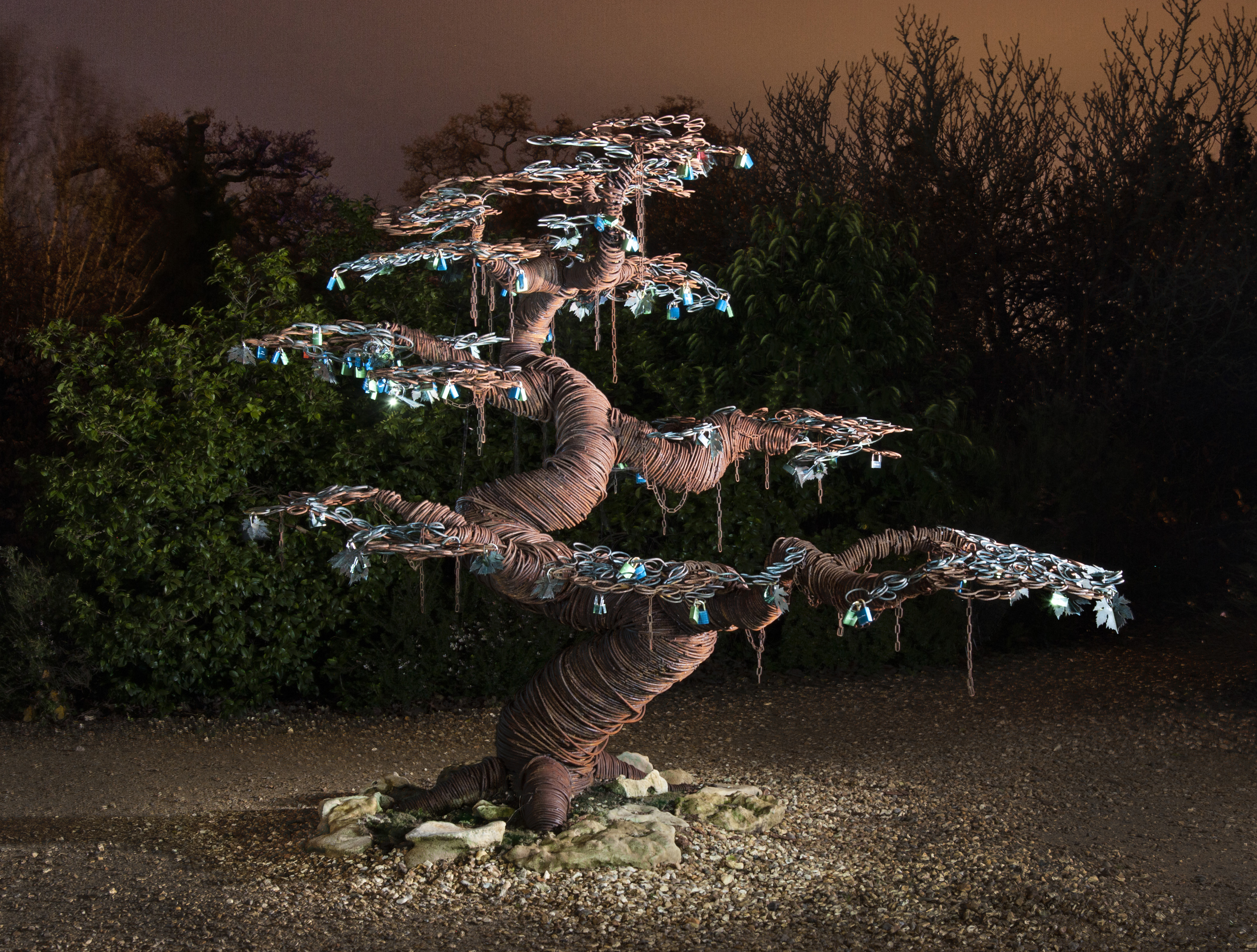
Albero dei lucchetti dell'amore, Beaulieu Palace House.

- A Recife, in Brasile, un progetto di lucchetti dell'amore venne avviato da Diego Lima su una recinzione in via Aurora; tuttavia, dopo che vennero rubati e venduti per due volte come rottame metallico, decise di non dare ai ladri una terza possibilità.[41]
- A Bakewell, in Inghilterra, migliaia di lucchetti furono rimossi dal Weir Bridge, nel 2018, dopo le lamentele della gente del luogo. Da allora sono state avanzate proposte per alberi metallici appositamente costruiti.[42]

## Leggende e superstizioni
In alcuni luoghi i lucchetti hanno ottenuto un carattere quasi leggendario o superstizioso:
- A Fengyuan, Taiwan, i lucchetti dell'amore fissati su un cavalcavia della stazione ferroviaria della città sono spesso appesi a coppie. Questi sono conosciuti come "lucchetti dei desideri" e la leggenda locale sostiene che il campo magnetico generato dai treni che passano sotto farà sì che l'energia si accumuli in essi ed esaudisca i desideri.[43]
- Su una fontana a Montevideo in Uruguay, è apposta una targa che fornisce una spiegazione. Il testo recita: "La leggenda di questa giovane fontana ci dice che se vi viene posto un lucchetto con le iniziali di due innamorati, torneranno insieme alla fontana e il loro amore sarà sigillato per sempre".[44]